# Lista de histórias de Joe Kelly em Action Comics
A seguir se apresenta a lista de histórias de Joe Kelly em Action Comics. A partir de 1999, o roteirista americano realizou uma série de contribuições significativas para a história do super-herói Superman. Suas principais contribuições para a história do personagem se deram na revista Action Comics, mas durante o período em que esteve a frente da revista ele também colaborou com as edições especiais Superman: Y2K, Superman: Emperor Joker, além de contribuições pontuais como roteirista das demais revistas do personagem então publicadas. Em novembro de 2002, atuou como roteirista não apenas de Action Comics, mas também da 611ª edição de Adventures of Superman, parte do arco de história Lost Hearts, publicado naquele mês em todas as revistas do personagem, e escrito em parceira com Geoff Johns.
Em dezembro de 2003, encerrou suas contribuições com as revistas do personagem, temporariamente, com a 810ª edição de Action Comics, mas retornou brevemente em fevereiro e março do ano seguinte não apenas para as 812ª e 813ª edições da revista, mas também para roteirizar Adventures of Superman #625–626 e Superman #202–203, partes do arco de história Godfall, que seria sua última contribuição até 2006, quando retornou brevemente para escrever o arco This is Your Life, Superman, uma trama relacionada ao evento Crise Infinita, e publicada em Superman #226, Action Comics #836 e Adventures of Superman #649.
O espanhol Jose Ángel "Kano" Cano López fora preliminarmente anunciado como o desenhista que acompanharia Kelly em suas histórias, mas quando as revistas foram efetivamente lançadas, ele fora inicialmente substituído por German Garcia nas primeiras quatro edições, a partir de Action Comics #760 até Action Comics #763, ainda que tenha colaborado com a arte da 762ª e da 763ª edições da revista. Posteriormente, o trabalho de Kano seria alternado com contribuições de Duncan Rouleau e, a partir de 2002, apenas Rouleau continuaria como desenhista regular da publicação, alternando-se com Pascual Ferry na arte. Dentre as histórias escritas por Kelly, destaca-se What's so Funny about Truth, Justice & the American Way?, publicada em Action Comics #775 e considerada uma das melhores histórias já escritas com Superman.

## Antecedentes e contexto

### As histórias de John Byrne

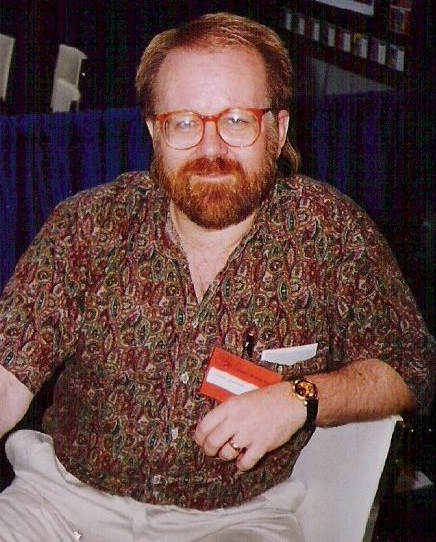
O escritor e desenhista John Byrne.

Entre junho e agosto de 1986 a publicação de Action Comics foi suspensa pela primeira vez em sua história: naquele período o único título protagonizado por Superman a ser publicado pela DC Comics seria a minissérie The Man of Steel, escrita e desenhada por John Byrne. Byrne fora contratado pela editora para reformular o personagem, criando inclusive uma uma nova origem após o evento "Crise nas Infinitas Terras" e seria a partir de The Man of Steel que seriam contadas as novas histórias do personagem, estabelecendo um novo cânone, que desconsiderava todas as histórias produzidas até então. A numeração da revista, entretanto, seguiu a mesma: Quando sua publicação foi retomada em janeiro de 1987, foi a partir da edição 584, e não a partir de um novo número 1.
Após Action Comics atingir a histórica marca de 600 edições publicadas, Byrne deixaria o cargo de roteirista e desenhista e a DC Comics tentaria, a partir daquele ano, retomar o formato de antologia, publicando a revista numa periodicidade semanal com diferentes histórias curtas toda semana. A mudança duraria apenas até o ano seguinte, e compreenderia as edições 601 à #642, mas quanto retornou ao formato normal, Byrne já havia abandonado os roteiros das revistas do personagem, insatisfeito com uma suposta "falta de apoio" da editora às modificações que havia imposto ao personagem.
Byrne foi sucedido por Roger Stern e seu trabalho  continuaria influenciado as histórias do personagem mais de uma década após ele abandoná-lo. Dentre os escritores que o sucederam na década de 1990, Stuart Immonen detalhou em uma entrevista realizada à epoca o formato que a revista veio a adotar no período: "Tudo [que fosse incluído numa edição] dependia do seria publicado na semana anterior".

### A influência de Byrne e o Superman da "Era de Ferro"

A arte combinada de Stuart Immonen e Jon Bogdanove para Action Comics #742 e Superman: The Man of Steel #77, exemplo do estado das revistas de Superman em 1998, ano de sua publicação. Cada revista possuía um triângulo numerado incluído em suas capas (no caso, "10" e "11") indicando a ordem de leitura, as tramas eram interligadas e se sucediam semanal e mensalmente. À época, o personagem havia se dividido em dois seres distintos, o "Superman Azul" e o "Superman Vermelho".

Conforme as histórias iam sendo produzidas pela equipe responsável por uma das revistas, os roteiros e desenhos eram compartilhados com as demais equipes que viriam a trabalhar nas edições seguintes, criando um ciclo de cooperação: assim como o escritor de Action Comics precisava compartilhar seu trabalho com o escritor que ficaria responsável pela revista a ser publicada na semana seguinte, ele dependia da equipe responsável pela revista que seria publicada na semana anterior à sua, para manter a coesão entre as histórias.
Essa prática serializada foi estabelecida pelo editor Mike Carlin, um dos responsáveis pela bem-sucedida história A Morte de Superman, publicada nesse formato, e se estendeu por cerca de toda a década, mesmo após ele ter deixado o cargo em 1995 e ser sucedido por KC Carlson durante um breve período e, posteriormente, por Joey Cavalieri, que seria o editor das revistas a partir da segunda metade de 1996 até 1999. Durante todo o período os profissionais responsáveis explorariam praticamente todos os elementos da mitologia do personagem, elaborando as mais diversas histórias, e expandindo significativamente o elenco de apoio, que recebia mais e mais destaque nas histórias.
Após ser anunciado como o novo editor da linha de revistas de Superman, também em 1999, Eddie Berganza tentaria resumir o período: "Muitas coisas foram feitas para tentar repetir [o que se conseguiu com] 'A Morte do Superman', mas conforme prosseguiam com esse objetivo, eles iam se afastando mais do próprio Superman. O elenco de apoio crescia e continuam crescendo ao ponto de Superman se tornar um coadjuvante em suas próprias revistas. Havia personagens que vinham da cidade engarrafada de Kandor, e até a irmã mais nova de Lois Lane protagonizava sua própria história. Eles escreveram o personagem por dez anos. Fizeram tudo que poderiam fazer com o personagem principal, então buscaram outras ramificações" As revistas apresentavam tramas complexas, sombrias e imensamente dramáticas - mas se tornaram cada vez tão mais complexas, que para Berganza alguns elementos "básicos" do personagem foram se perdendo, e os dois eventos mais notórios nesse sentido foram a mudança de poderes e o encerramento das atividades do Planeta Diário.

## 1999: A a influência da "Era de Prata"  e a reformulação de Eddie Berganza

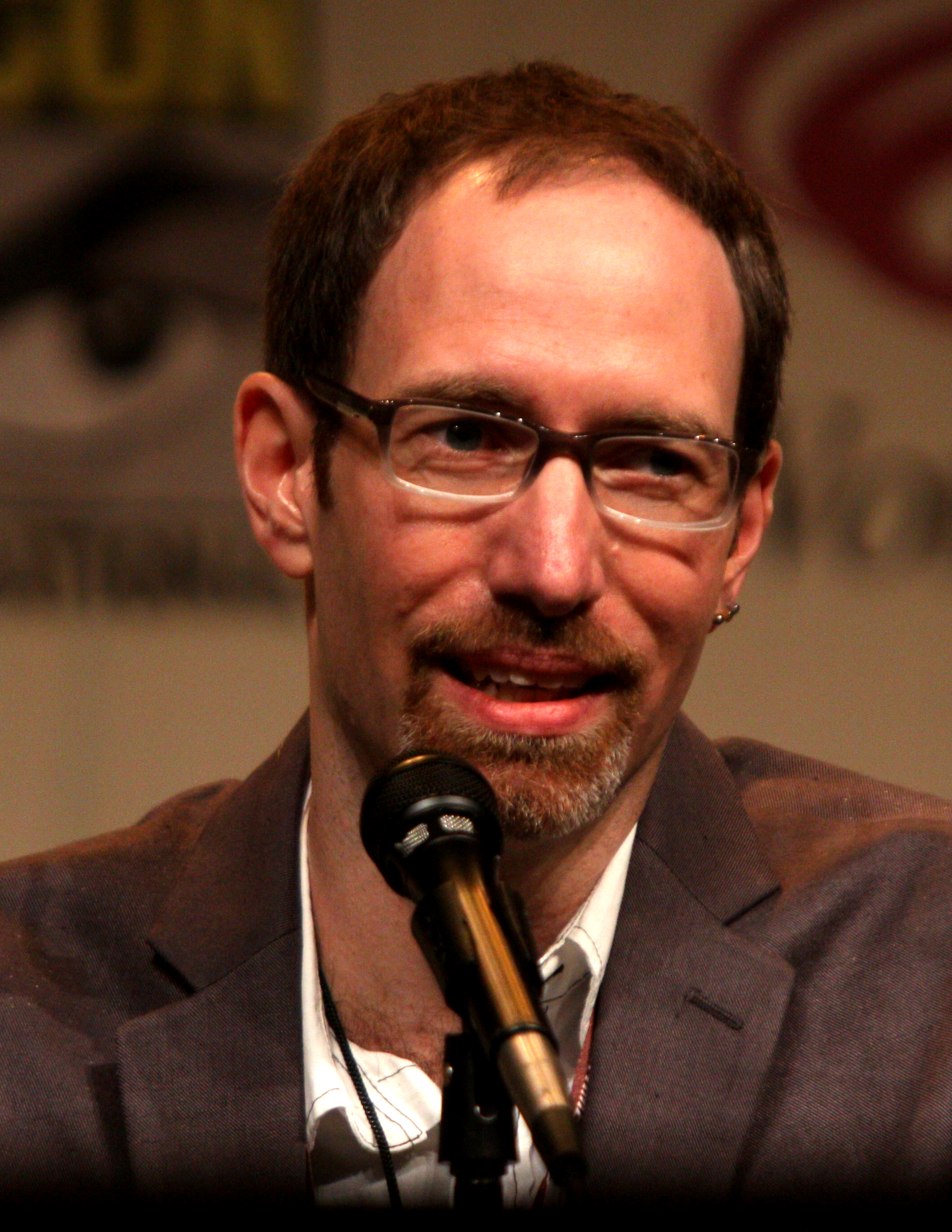
O escritor Joe Kelly.

Quando Berganza assumiu as funções de editor responsável pelas histórias de Superman, incluindo as publicadas em Action Comics, o personagem vinha passando por baixas vendas, e suas histórias tinham pouca repercussão. Uma nova equipe capitaneada por Jeph Loeb e Joe Kelly tomou para si a responsabilidade de "revitalizar" o personagem. À época o personagem protagonizava quatro diferentes revistas, e elas passaram a ter roteiristas e desenhistas que passariam a trabalhar de forma levemente independente, com histórias individuais, sem a necessidade de se adquirir todas as edições de todas as revistas mensalmente, permitindo aos leitores escolher qual das publicações acompanhar.
Loeb se tornou o roteirista de Superman, com arte de Mike McKone, Ed McGuinness e Cam Smith, Kelly assumiu Action Comics ao lado dos artistas Kano e Marlo Alquiza, Adventures of Superman passou a ser escrita por J.M. Dematteis e desenhada por Mike Miller and Jose Marazan, e Superman: The Man of Steel manteve os artistas Doug Mahnke e Tom Nguyen, com Mark Schultz também permanecendo nos roteiros.
A partir de outubro de 1999 a nova equipe começou a promover em suas tramas nas diferentes revistas questionamentos acerca das várias facetas que definiam Superman. Segundo definiria Marcus Medeiros, do site brasileiro Omelete, "o objetivo dos roteiristas era evoluir as bases estabelecidas por John Byrne e seus seguidores para conseguir um Super-Homem mais humano - conseqüência de sua criação por Jonathan e Martha Kent - ao mesmo tempo em que resgatariam a magia e a grandeza perdida da Era de Prata dos super-heróis". Dentre os elementos que retornariam à mitologia moderna do personagem estava a presença de Krypto, o Super-cão e o design de Krypton, planeta natal de Superman.
A proposta para Action Comics era que Kelly elaborasse histórias team-up, focadas na ação mas mostrando Superman sendo confrontado por diferentes personagens, enquanto Loeb abordaria Superman e seu relacionamento com os personagens "básicos": Lex Luthor e as pessoas do Planeta Diário, reaberto logo na primeira história, em Superman #151. Durante o período, Kelly contribuiria com várias histórias significativas para a revista. Sozinho, escreveria What's so Funny about Truth, Justice & the American Way? em Action Comics #775, e A Hero's Journey em Action Comics #800, e estas seriam consideradas duas das melhores histórias já escritas com o personagem. Em colaboração com os demais escritores, fez parte de vários crossovers. Ainda em 1999 participou de Y2K e em 2000, contribuiu com Emperor Joker e Lex 2000, com a eleição do vilão Lex Luthor para o cargo de Presidente dos Estados Unidos em 2000. Outras tramas notórias são Mundos em Guerra e A Batalha Final.
Kelly permaneceria nos roteiros de Action até dezembro de 2003, com o lançamento da 810ª edição, mas retornaria à revista em fevereiro e março do ano seguinte para coescrever com Michael Turner o arco de história Godfall - O Fim dos Deuses.

## Lista de edições (1999-2003)

### Action Comics
| # | Ed. | Título                                                      | No Brasil            | Roteiro   | Desenhos                   | Arte-final                 |
| --- | --- | ----------------------------------------------------------- | -------------------- | --------- | -------------------------- | -------------------------- |
| 1 | 760 | "... Never-Ending Battle ..."                               | ASA                  | Joe Kelly | German Garcia              | Joe Rubinstein             |
| 2 | 761 | "For a Thousand Years..."                                   | ASA                  | Kelly     | Garcia                     | Rubinstein                 |
| 3 | 762 | "All I Want for Christmas"                                  | ASA                  | Kelly     | Garcia e Jose Ángel "Kano" | Rubinstein                 |
| 4 | 763 | "Sacrifice for Tomorrow"                                    | ASA                  | Kelly     | Garcia e Kano              | Marlo Alquiza              |
| 5 | 764 | "Quiet After the Storm"                                     | ASA                  | Kelly     | Kano                       | Rubinstein                 |
| 6 | 765 | "A Clown Comes to Metropolis"                               | ASA                  | Kelly     | Kano                       | Alquiza                    |
| 7 | 766 | "D.O.A."                                                    | ASA                  | Kelly     | Cary Nord                  | Jason Baumgartner          |
| Parte da história The Search for Lois |     |                                                             |                      |           |                            |                            |
| 8 | 767 | "Death's Door"                                              | ASA                  | Kelly     | Kano                       | Alquiza                    |
| Parte da história Critical Condition |     |                                                             |                      |           |                            |                            |
| 9 | 768 | "O, Captain, My Captain!"                                   | ASA                  | Kelly     | Duncan Rouleau             | Jaime Mendoza              |
| 10 | 769 | "Supermanamrepus"                                           | ASA                  | Kelly     | Kano                       | Alquiza                    |
| Parte da história Emperor Joker |     |                                                             |                      |           |                            |                            |
| 11 | 770 | "He Who Laughs Last!"                                       | ASA                  | Kelly     | Kano                       | Alquiza                    |
| Parte da história Emperor Joker |     |                                                             |                      |           |                            |                            |
| 12 | 772 | "Kith & Kin, Part One"                                      | ASA                  | Kelly     | Kano                       | Alquiza                    |
| 13 | 773 | "Kith & Kin, Part Two"                                      | ASA                  | Kelly     | Kano                       | Alquiza                    |
| 14 | 774 | "Fireside Chat"                                             | ASA                  | Kelly     | Eric Canete                | Juan Vlasco                |
| 15 | 775 | "What's So Funny About Truth, Justice, & the American Way?" | Olho por Olho?       | Kelly     | Doug Mahnke Lee Bermejo    | Wade Von Grawbadger et al. |
| 16 | 776 | "Escape From Krypton"                                       | ASA                  | Kelly     | Kano                       | Alquiza                    |
| Parte da história Return to Krypton. |     |                                                             |                      |           |                            |                            |
| 17 | 777 | "Kancer"                                                    | ASA                  | Kelly     | Kano                       | Alquiza                    |
| 18 | 779 | "King Takes Pawn"                                           | ASA                  | Kelly     | Rouleau                    | Mendoza                    |
| 19 | 780 | "The End of the Beginning"                                  | ASA                  | Kelly     | Kano                       | Alquiza                    |
| Parte da história Our Worlds at War. |     |                                                             |                      |           |                            |                            |
| 20 | 781 | "Thousand Yard Stare"                                       | ASA                  | Kelly     | Kano                       | Alquiza                    |
| Parte da história Our Worlds at War. |     |                                                             |                      |           |                            |                            |
| 21 | 782 | "Trial by Fire"                                             | ASA                  | Kelly     | Kano                       | Alquiza                    |
| Parte da história Our Worlds at War. |     |                                                             |                      |           |                            |                            |
| 22 | 783 | "The Gift"                                                  | ASA                  | Kelly     | Brandon Badeaux            | Mark Morales               |
| Epílogo da história Our Worlds at War. |     |                                                             |                      |           |                            |                            |
| 23 | 784 | "Whose Mind is it Anyways?"                                 | ASA                  | Kelly     | Rouleau                    | Alquiza                    |
| Parte da história Joker's Last Laugh. |     |                                                             |                      |           |                            |                            |
| 24 | 785 | "Demento"                                                   | ASA                  | Kelly     | Rouleau                    | Alquiza                    |
| 25 | 786 | "Red"                                                       | ASA                  | Kelly     | Pascal Ferry               | Scott Hanna                |
| 26 | 787 | "Tikei Ketsuki: Mercy, Love, and Blood, Part One"           | ASA                  | Kelly     | Ferry                      | Walden Wong                |
| 27 | 788 | "Tikei Ketsuki: Mercy, Love, and Blood, Part Two"           | ASA                  | Kelly     | Ferry                      | Hanna                      |
| 28 | 789 | "Man and Beast"                                             | ASA                  | Kelly     | Rouleau                    | Alquiza                    |
| 29 | 790 | "Man and Beast, part 2 of 2"                                | ASA                  | Kelly     | Rouleau e Keron Grant      | Alquiza                    |
| 30 | 792 | "Big City, Little Man"                                      | ASA                  | Kelly     | Ferry                      | Morales                    |
| 31 | 793 | "Dream's End"                                               | ASA                  | Kelly     | Ferry                      | Cam Smith                  |
| Parte da história Return to Krypton II. |     |                                                             |                      |           |                            |                            |
| 32 | 795 | "The Thirteenth Hour"                                       | ASA                  | Kelly     | Rouleau                    | Alquiza                    |
| Parte da história Ending Battle. Superman encontra Luthor em um de seus esconderijos secretos, mas, para sua surpresa, Lex diz não ser o responsável pelos ataques. Durante a conversa, a Elite aparece, visando atacar Lex Luthor. Quando Zoológica se prontifica a confessar à Superman o plano contra ele, ela é lobotomizada. Superman então percebe quem estava verdadeiramente por trás dos ataques: Manchester Black. Superman então enfrenta mais um super-vilão enviado contra ele: O Superciborgue. |     |                                                             |                      |           |                            |                            |
| 33 | 796 | "The Last Super-Villain"                                    | ASA                  | Kelly     | Rouleau                    | Alquiza                    |
| Conclusão da história Ending Battle. Superman finalmente confronta Black pelas suas últimas ações. Durante a primeira metade da edição, Black recapitula seu plano, como manipulou Lex Luthor e todos os vilões contra Superman, e como queria derrotar Superman, "tirá-lo de seu pedestal" e forçá-lo contra seu limite, mostrando que ele, Superman, é tão humano quanto Black. Superman aparentemente perde o controle, e assassina Black, após uma violenta batalha. Na segunda metade da edição, a batalha é revelada como um devaneio de Superman, do que ele poderia fazer, frente tamanha raiva contra uma única pessoa. Superman, então, se recusa a enfrentar Black, que constata que Superman ainda acredita em seus ideais e jamais o mataria. Derrotado, revela que Lois não estava morta. Black parte, e remove de Lex Luthor qualquer lembrança de que Clark Kent e Superman são a mesma pessoa. E, ao perceber que havia se tornado um genuíno super-vilão, igual àqueles que havia se proposto à combater quando formou a Elite, se suicida. A edição termina com Superman revitalizado após passar por tamanha provação, e voltando ao trabalho. |     |                                                             |                      |           |                            |                            |
| 34 | 797 | "Supergo"                                                   | ASA                  | Kelly     | Renato Arlem               | Rouleau                    |
| 35 | 798 | "Heartsong"                                                 | ASA                  | Kelly     | Ferry                      | Ferry e Keith Champagne    |
| Parte da história Lost Hearts. |     |                                                             |                      |           |                            |                            |
| 36 | 799 | "The Cage"                                                  | ASA                  | Kelly     | Carlos Meglia              | Meglia                     |
| 37 | 800 | "A Hero's Journey"                                          | ASA                  | Kelly     | Ferry, Rouleau et al.      | Alquiza, Rouleau et al.    |
| 38 | 801 | "Seeds"                                                     | ASA                  | Kelly     | Tom Raney                  | Walden Wong                |
| 39 | 802 | "The Harvest, Part One"                                     | ASA                  | Kelly     | Tom Derenick               | Norm Rapmund               |
| 40 | 803 | "The Harvest, Part Two"                                     | ASA                  | Kelly     | Ferry                      | Cam Smith                  |
| 41 | 804 | "The Harvest, Part Three"                                   | ASA                  | Kelly     | Ferry                      | Cam Smith                  |
| 42 | 805 | "The Harvest, Conclusion"                                   | ASA                  | Kelly     | Ferry                      | Cam Smith e Jason Pearson  |
| 43 | 806 | "Hungry Ghost, Part One: Blood, Broads and Bushido"         | ASA                  | Kelly     | Ferry e Karl Kerschl       | Smith e Kerschl            |
| 44 | 807 | "Hungry Ghost, Part Two: Blood Sisters"                     | ASA                  | Kelly     | Ferry                      | Smith                      |
| 45 | 808 | "Hungry Ghost, Part Three: Blood Demands"                   | ASA                  | Kelly     | Ferry                      | Smith                      |
| 46 | 809 | "Creeping Death"                                            | A Nau dos Condenados | Kelly     | Ferry                      | Smith                      |
| Clark Kent e Lois Lane embarcam num cruzeiro pelo Caribe para curtir suas férias. Por ser uma excursão para jornalistas, o colega Jack Ryder, rival de Kent, está a bordo. Após uma discussão entre Kent e Ryder, este aparece congelado dentro do freezer do navio, e todas as suspeitas recaem sobre Kent. Novos ataques ocorrem no navio, e Kent se dedica a encontrar o responsável: o próprio alter-ego de Ryder, o "Rastejante". |     |                                                             |                      |           |                            |                            |
| 47 | 810 | "Walking Midnight"                                          | O Giro da Meia-noite | Kelly     | Ferry et al.               | Smith et al.               |
| Na noite de Ano Novo, Superman atravessa o mundo para atender aos pedidos presentes em diferentes correspondências que havia recebido, visitando vinte e quatro fusos horários diferentes e presenciando a virada do ano repetidas vezes. |     |                                                             |                      |           |                            |                            |

### Contribuições adicionais
| #      | Publicação                                           | Título             | No Brasil | Roteiro           | Desenhos                   | Arte-final               |
| ------ | ---------------------------------------------------- | ------------------ | --------- | ----------------- | -------------------------- | ------------------------ |
| 1 (48) | Superman Y2K                                         | "The End"          | ASA       | Kelly             | Butch Guice                | Kevin Conrad             |
| 2 (49) | Metropolis Secret Files                              | "Metropolica"      | ASA       | Kelly             | Pasqual Ferry              | ASA                      |
| 3 (50) | Superman: Emperor Joker                              | "Metropolica"      | ASA       | Kelly e Jeph Loeb | Rouleau, Todd Nauck et al. | Alquiza, Mendoza, et al. |
| 4 (51) | Superman: Our Worlds at War Secret Files and Origins | "They Call Me Zed" | ASA       | Kelly             | Alberto Saichann           | ASA                      |

## 2004: Mudanças em Metrópolis e a segunda reformulação de Berganza

### Transição entre Joe Kelly e a "nova fase"

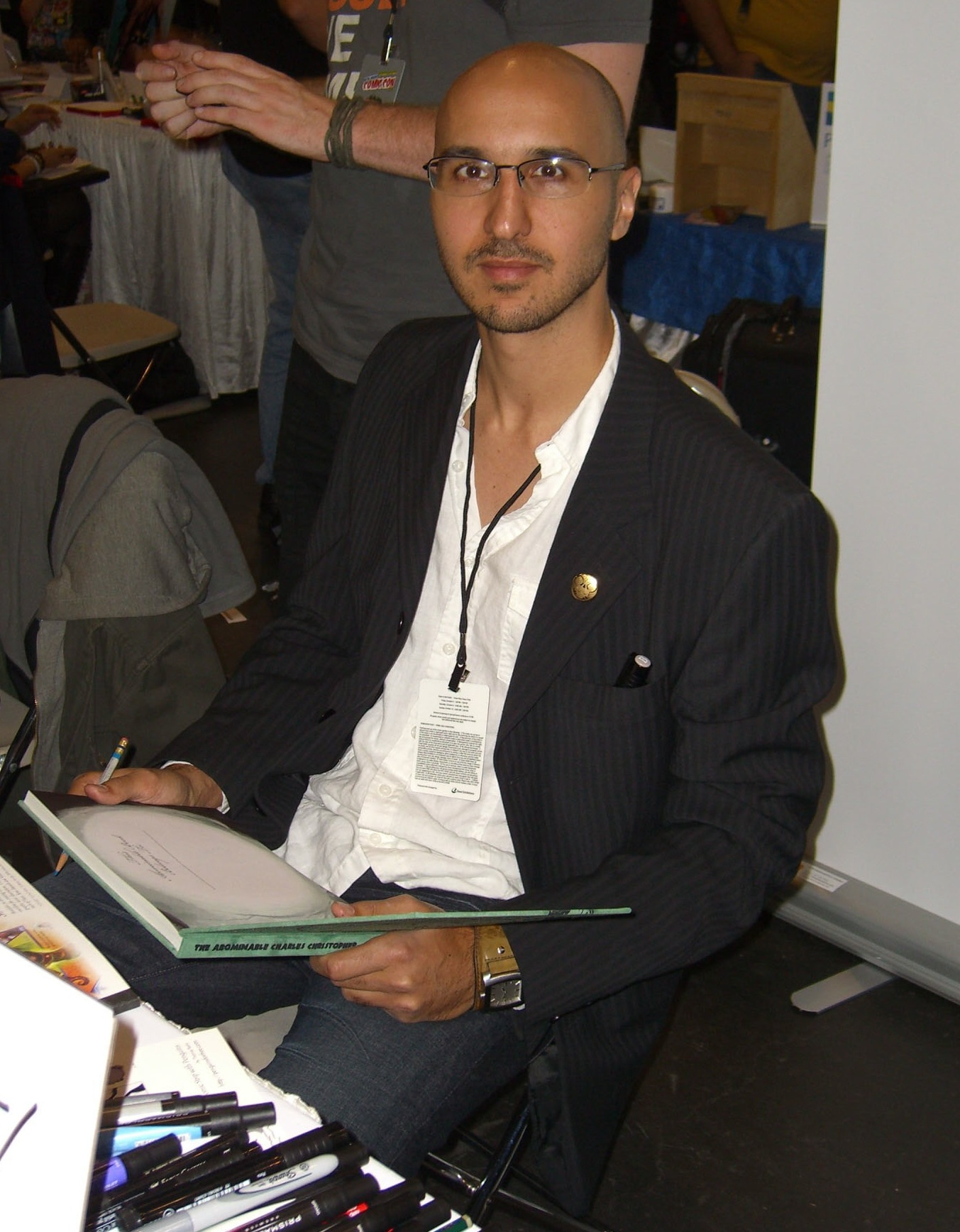
Karl Kerschl foi o desenhista de Action Comics #811, o início do arco Strange New Visitor, publicado em janeiro de 2004

Em dezembro de 2003, com a publicação das últimas edições de Joe Kelly em Action Comics e de Joe Casey em Adventures of Superman, boa parte das tramas estabelecidas desde 1999 encontrarão uma resolução nas edições 199 e 200 de Superman, de Steven Seagle e Scott McDaniel, pois Kelly e Casey se dedicaram à histórias especiais tratando do Ano Novo e do Natal, respectivamente. Ao final da trama de Seagle, Superman desapareceria e Berganza, o editor das publicações, declararia que com isso, "uma fase da vida do Homem de Aço chega ao final, e começamos uma nova faceta com novos criadores embarcando".
A partir de janeiro de 2004 começaria a transição: Dan Abnett e Andy Lanning escreveram uma história especial que começou em Action Comics #811, continuou em Adventures of Superman #684 e teve sua conclusão em Superman #201. A trama, desenhada por Karl Kerschl, abordaria os eventos sucedendo ao desaparecimento de Superman, em que o herói Mister Majestic chega à cidade em meio aos estranhos eventos que levam ao desaparecimento da tecnologia B13 que modernizara toda a cidade em 2000; Lee Bermejo e Leinil Francis Yu elaboraram um novo design para a cidade fictícia de Metropólis, que até então apresentava um visual futurista por causa dos modificações trazidas pela "tecnologia B13" presente; e Kelly produziu ao lado de Michael Turner e do desenhista Talent Caldwell uma trama para as revistas do personagem que seriam publicadas em fevereiro e março, antes do início da nova fase.
A partir de fevereiro começou a publicação da trama de Kelly e Turner, Godfall, e cada uma das edições envolvidas na trama incluíam uma história curta, de seis páginas, abordando um personagem que seria utilizado pela equipe que assumiria a revista a seguir.
Em Action Comics #812 foi publicada uma história reintroduzindo a personagem Lana Lang, até então afastada do elenco de apoio do personagem, e a história da edição seguinte era centrada no vilão Gog. Ambas as histórias foram escritas por Chuck Austen e desenhadas por Ivan Reis. O anúncio de que de Austen assumiria os roteiros da revista gerou controvérsia, quando não decepção, pois esperava-se à época que Grant Morrison assumisse os roteiros da revista.

### Despedida do personagem emAction Comics,SupermaneAdventures of Superman
Godfall inicialmente não estava nos planos de Kelly. Ele pretendia encerrar sua participação na revista com a história de dezembro, mas conforme discutia com Eddie Berganza o encerramento de sua fase à frente dos roteiros da revista, surgiria a oportunidade de auxiliar Turner na produção da nova trama, que representaria a transição para a nova fase, pois abordava justamente o que teria acontecido com Superman após desaparecer ao final de Superman #200. Kelly colaborou analisando ideias de Turner e ajudando-o na elaboração do roteiro e dos layouts que foram usados como base para os desenhos de Caldwell.

## Lista de edições adicionais (2004 e 2006)
| #                           | Publicação | Título | No Brasil              | Roteiro         | Desenhos | Arte-final |
| --------------------------- | ---------- | ------ | ---------------------- | --------------- | -------- | ---------- |
| Godfall                     |            |        |                        |                 |          |            |
| 1                           | ASA        | ASA    | Kelly e Michael Turner | Talent Caldwell | ASA      |            |
| 2                           | ASA        | ASA    | Kelly e Turner         | Caldwell        | ASA      |            |
| 3                           | ASA        | ASA    | Kelly e Turner         | Caldwell        | ASA      |            |
| 4                           | ASA        | ASA    | Kelly e Turner         | Caldwell        | ASA      |            |
| 5                           | ASA        | ASA    | Kelly e Turner         | Caldwell        | ASA      |            |
| 6                           | ASA        | ASA    | Kelly e Turner         | Caldwell        | ASA      |            |
| Superman, This is Your Life |            |        |                        |                 |          |            |
| 1                           | ASA        | ASA    | Kelly                  | ASA             | ASA      |            |
| 2                           | ASA        | ASA    | Kelly                  | ASA             | ASA      |            |
| 3                           | ASA        | ASA    | Kelly                  | ASA             | ASA      |            |